# 李璜 (成汉)
李璜（？—309年），中国五胡十六国时代成汉大臣。
303年，晋朝派荆州刺史宗岱、建平郡太守孙阜带领三万水军去救罗尚。宗岱让孙阜为前锋，迫近德阳。李特派李荡和蜀郡太守李璜一起与德阳太守任臧共同抗拒宗岱、孙阜。304年十月，李雄即位为成都王，改年号为建兴。让李骧担任太傅，李始担任太保，李离任太尉，李云任司徒，李璜任司空，李国任太宰，阎式任尚书令，杨褒任仆射。李雄因李国、李离有智慧谋略，所有事情都必定找他们咨询后再办，李国、李离也愈发谨慎。307年，秦州流民邓定、訇氐等人占据成固，抢掠汉中，梁州刺史张殷派巴西郡太守张燕讨伐。李雄派太尉李离、司徒李云、司空李璜率军二万去救援邓定，把张燕打得惨败，张殷和汉中太守杜孟治弃城逃走。十几天后，李离等人带兵回师，将汉中百姓全部迁徙到蜀地。309年，天水人訇琦等人杀了李离和尚书令阎式，献出梓潼向罗尚投降。李雄派太傅李骧、司徒李云、司空李璜攻打梓潼，没有成功，李云、李璜战死。